# 澳門電台葡文頻道
澳門電台葡文頻道是澳門電台旗下的一個廣播頻道，於1933年8月26日啟播，是一條由澳門廣播電視股份有限公司（澳廣視）管理的葡萄牙語電台頻道。該台頻率為FM98.0兆赫，最遠可達至香港（離島區絕大多數地方，甚至在馬灣和青衣島西部一帶都能接收）和珠江三角洲地區。
該頻道是澳門第一個電台廣播頻道，早年由一群來自葡萄牙的業餘無線電愛好者經營，在每天21:00至23:00播放葡語新聞、音樂節目等種類的節目，期間曾一度於1937年至1938年停播。1948年，葡文頻道由澳門政府收購並接管，至1980年交由葡萄牙廣播電視公司管理。1983年1月，澳廣視成立，開始負責葡文頻道的運作。
葡文頻道在星期一至五的07:00-24:00以及星期六的08:00-21:00、星期日的08:00-22:00進行廣播，播放13節新聞（07:00，08:00，09:00，10:00，13:00，14:00，15:00，18:00，19:00，20:00，21:00，22:00，23:00）、1節體育新聞、1節財經新聞以及音樂節目，而在星期六、日晚20:00为多元文化節目時段，分別播放1節他加祿語節目与1節印尼語節目，其餘時間轉播葡萄牙廣播電視公司第一頻道的電台節目。葡文頻道也在網上直播。
2017年8月23日，受颱風天鴿影响，澳门电台发射设备受损，加之全城停电，葡文频道一度节目中断。

## 外部連結
- 官方网站（葡萄牙文）
- 澳門電台葡文頻道的Facebook專頁